# 菅村太事
菅村 太事（すがむら ふとじ、1864年2月2日（文久3年12月25日）- 1934年（昭和9年）3月6日）は、明治から昭和初期の日本の農業経営者、政治家。衆議院議員、福島県会議長、福島県田村郡美山村長。旧姓・佐久間。

## 経歴
陸奥国田村郡北鹿又村（福島県田村郡美山村大字北鹿又村、船引町を経て現田村市船引町北鹿又）で、鹿股神社神職、農業・菅村嗣江の8人兄妹の第3子として生まれる。父は国学者で佐久間姓を明治維新後に鹿股神社の祭神・船大明神にちなんで菅村に改姓した。
自由民権運動に加わり田村郡の青年壮士として活動した。1882年（明治15年）11月、会津地方の応援に10人ほどの青年と駆け付けたが、同月29日、耶麻郡新合村（現喜多方市熊倉町新合）の会津自由党本部で逮捕され、2ヶ月間若松監獄に収容され、1883年（明治16年）2月、国事犯、凶徒聚衆教唆者として東京に護送されたが、同年4月13日に免訴釈放となった。1884（明治17年）福島に移り『福島民報』の創刊に尽力した。
1886年（明治19年）に帰郷し、北鹿又村副総理に就任。1889年（明治22年）家督を相続し農業を営む。美山村会議員に2期在任し、1896年（明治29年）美山村長となり3期務めた。その他、田村郡会議員、同参事会員にも在任。常葉産馬組合長に就任し、馬産の振興に尽力した。1903年（明治36年）福島県会議員に選出され連続4期在任し、同参事会員、第22代同議長も務めた。（議長は1915年（大正4年）10月から1917年（大正6年）4月まで務めた。）
河野広中が死去すると後継者として、1924年（大正13年）5月、第15回衆議院議員総選挙（福島県第5区、憲政会公認）で当選し、その後、第17回総選挙まで再選され、衆議院議員に連続3期在任した。
1934年（昭和9年）福島市万世町に移り、同地で没した。

## 国政選挙歴
- 第15回衆議院議員総選挙（福島県第5区、1924年5月、憲政会公認）当選[9]
- 第16回衆議院議員総選挙（福島県第2区、1928年2月、立憲民政党公認）当選[10]
- 第17回衆議院議員総選挙（福島県第2区、1930年2月、立憲民政党公認）当選[11]
- 第18回衆議院議員総選挙（福島県第2区、1932年2月、立憲民政党公認）次点落選[12]